# 大阪常磐会大学
大阪常磐会大学（おおさかときわかいだいがく、英語: OSAKA TOKIWAKAI University、公用語表記: 大阪常磐会大学）は、大阪府大阪市平野区喜連東1-4-12に本部を置く日本の私立大学。1953年創立、1999年大学設置。
2025年4月に常磐会学園大学から大阪常磐会大学へ名称変更した。
留学・国際交流制度を設けている。2011年4月に国際こども教育学科を開設した。前身は常磐会短期大学英語科である。
茨城県の常磐大学（設置者は学校法人常磐大学）とは、校名が類似しているが無関係である。

## 概要
- 所在：大阪市平野区喜連東1-4-12
- キャンパス最寄り駅　Osaka Metro谷町線出戸駅

## 学部・学科
- こども教育学部
  - こども教育学科
    - 国際教育専攻
    - 心理・発達支援専攻
- 国際こども教育学部（2024年度以前入学者）
  - 国際こども教育学科
    - 小学校・プラスコース
    - 幼稚園・プラスコース
    - 保育士・プラスコース

## 学園関係者
- 初代理事長西脇りか[1][2]
- 現学長大森彰[3]